# 海因里希二世 (布倫瑞克-沃爾芬比特爾)

## 简述
布倫瑞克-沃爾芬比特爾的海因里希二世，亦是不伦瑞克-吕纳堡的海因里希五世（1489年11月10日--1568年6月11日）是众多不伦瑞克-吕纳堡亲王中的一员，也被称为小亨利。
他是韦尔夫家族最后一位信奉天主教的亲王。他的男性子嗣中的首位一出生就夭折了，而后续另外两位则均在他的任内战死了，其余后人以及亲戚最终全信了新教。

## 经历
海因里希二世早年曾随父征战弗里斯兰。1514年，其父于达姆城镇压治下低级别贵族的叛乱中被杀死了，于是他继承了父亲的爵位，并当即为父亲报仇雪恨，据记载是以一种十分暴力的手段直接屠杀了这帮叛军。
于1514年至1519年之间，他与希尔德斯海姆主教冲突频发，并与管辖该教区的萨克森-劳恩堡的约翰四世之间产生了武力冲突。最终在1519年的索尔陶战役中一战败北。1523年，情况出现了反转，随着该主教被逐出教廷，海因里希二世通过合约重获优势，通过合约兼并了希尔德斯海姆。
1527年，他率领了一支部队，作为不伦瑞克-吕纳堡一方的雇佣兵，协助萨克森为首的镇压部队镇压了由新教领袖托马斯·闵采尔领导的德意志农民起义（弗兰肯豪森战役）。
1528年，他奉查理五世之命，参与了意大利战争，但因军饷匮乏与瘟疫肆虐双重影响而溃败归国。
1530年奥格斯堡议会期间，他还是签署了新教信条，甚至接受了教皇特使的调解，但这也只是受此时已开始成为新教诸侯的萨克森与黑森等势力的影响。他其实一直反对新教，并策划以武力拿下新教领域。1534年，他获查理五世的授权，镇压新教势力。可因为《卡丹和约》（卡丹合约中承认了新教诸侯在特定领土内的宗教自治权），最终未能执行。后来他一直他煽动宗教对立，以至于否认其侄子菲利普的继承权。
1541年，他借口（已经失效的）皇帝敕令，打响了戈斯拉尔战役（戈斯拉尔此时已完成新教改革，并加入了反哈布斯堡王朝的施马尔卡尔德联盟）。结果遭新教诸侯联合反击，丢失了自己的全部江山，流亡到了巴伐利亚，他的妻子也在这年离世。他于是通过帝国议会进行求援，但无果而归，便通过密信计划复辟。
1545年，他成功在查理五世的支持下招募了一支军队，并成功控制了沃尔芬比特尔的部分地区。但在 10 月，他被黑森军队俘虏并被囚禁，直到查理五世在易北河畔米尔贝格战役中成功击败了施马尔卡尔登联盟，将其释放，并于 1547 年恢复了他的爵位。
1553 年，他与萨克森选帝侯莫里茨结盟，一同对抗侵略沃尔芬比特尔的勃兰登堡-库尔姆巴赫侯爵阿尔伯特-阿尔西比亚德，这场攻防战在血腥的西弗斯豪森战役中达到高潮。他的两个长子和莫里茨都在战役中命丧黄泉。不过他最后还是赢了。
1556年，他与波兰公主索菲·雅盖隆结婚，没有子嗣。最终直到逝世，他仍然信奉着天主教。

## 更多资源
Nowakowska, Natalia, ed. (2019). Remembering the Jagiellonians. Routledge. ISBN 978-1-138-56239-4.
(in German) 
Braunschweigische Landesgeschichte im Überblick, Braunschweig 1977
(in German) At the House of Welf site （页面存档备份，存于）